# Jujube (fruit)
Ziziphus zizyphus, datte chinoise
Pour les articles homonymes, voir Jujube.
Le jujube (nom masculin), datte rouge, datte chinoise ou chichourle (du grec ancien : ζίζυφον / zízuphon ; appelé en chinois : 枣子 ; pinyin : zǎozi ; en berbère : ari, wari, azar, azayr, ayzayr, azggʷar ; en arabe : nbeg, anneb, zefzouf, zefizef ; en malgache : mokonazy) est un petit fruit produit par le jujubier commun (Ziziphus jujuba, ou Ziziphus zizyphus), arbre de la famille des Rhamnacées. Il est originaire d'Asie centrale et du nord-ouest de l'Himalaya, et est cultivé en Chine depuis plus de 4 000 ans.

## Description
L’arbre, utilisé comme ornement, peut atteindre une hauteur de 5 à 12 m, avec des feuilles d’un vert brillant, et parfois des épines. Cette plante tropicale supporte des températures hivernales allant jusqu’à −15 °C.
On trouve cet arbrisseau dans le Midi de la France, dans le nord de l'Algérie (principalement dans la région d'Annaba, surnommée en arabe « medinat el unnab », soit « la ville des jujubes »), en Tunisie, au Maroc (dans l'est du Maroc, il y a deux sortes de fruits : le nbeg, plus petit, et le zfizef, plus grand), au Niger au Tchad, à Madagascar (Mokonazy) et en Turquie (Hunnap ou iğdi).
Le fruit est une drupe allongée, d'environ 15 à 30 mm de long, qui renferme un noyau dur allongé. Jeune, il est vert et a le goût et la consistance de la pomme. À maturation, la couleur s’assombrit et devient violet-noir, puis le fruit se flétrit pour atteindre la consistance et le goût d’une datte, d’où son surnom de datte chinoise. Sa chair un peu gélatineuse est farineuse, fade, légèrement sucrée.

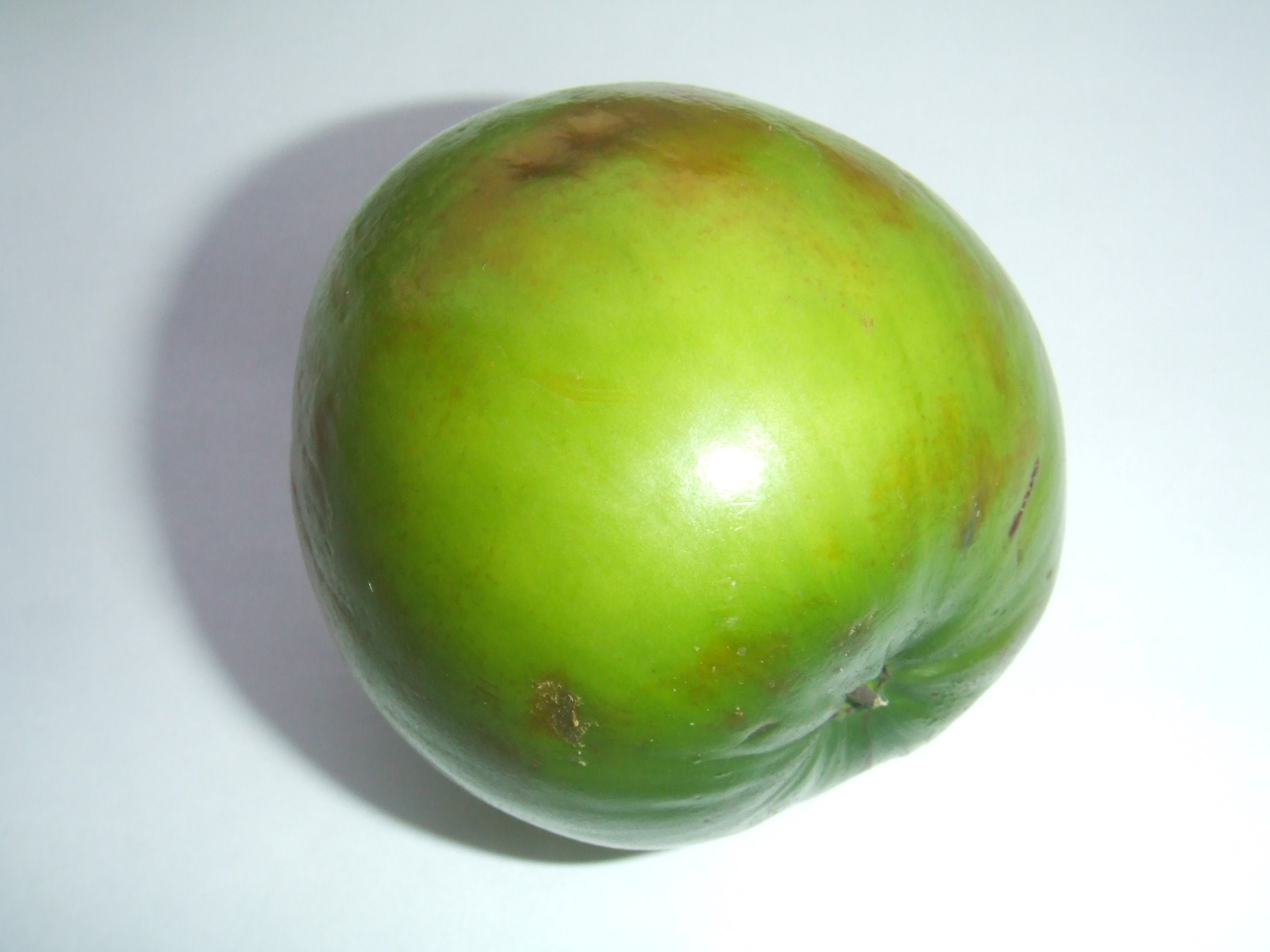
Jujube vert.
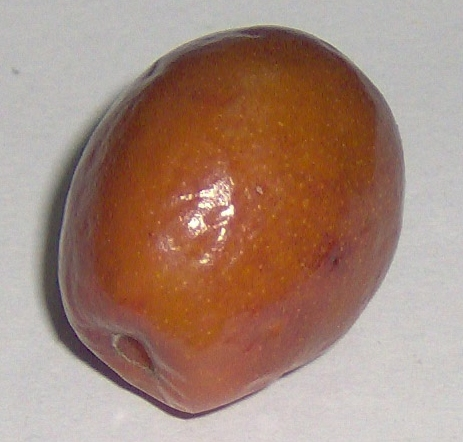
Jujube mûr.
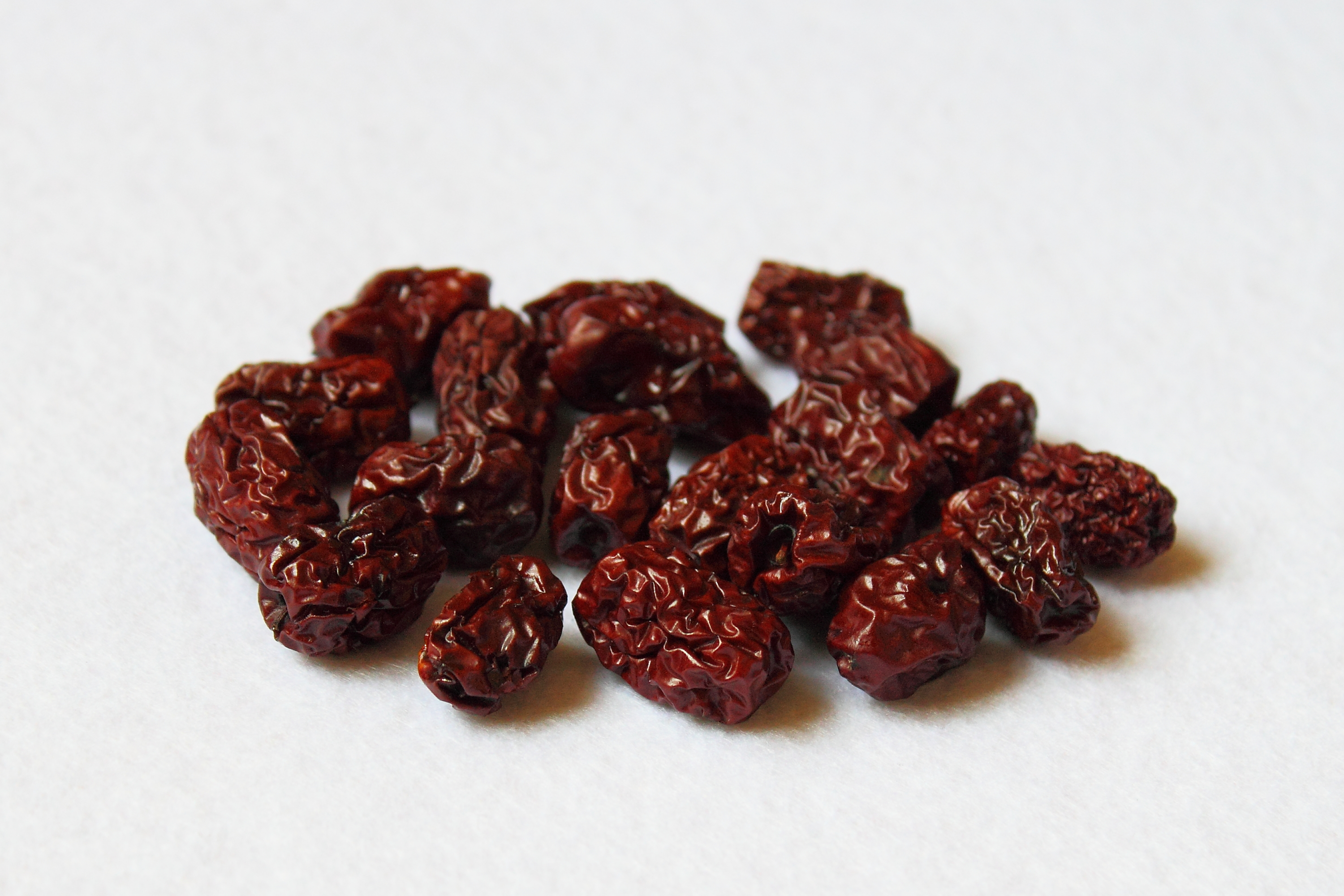
Jujubes séchés.
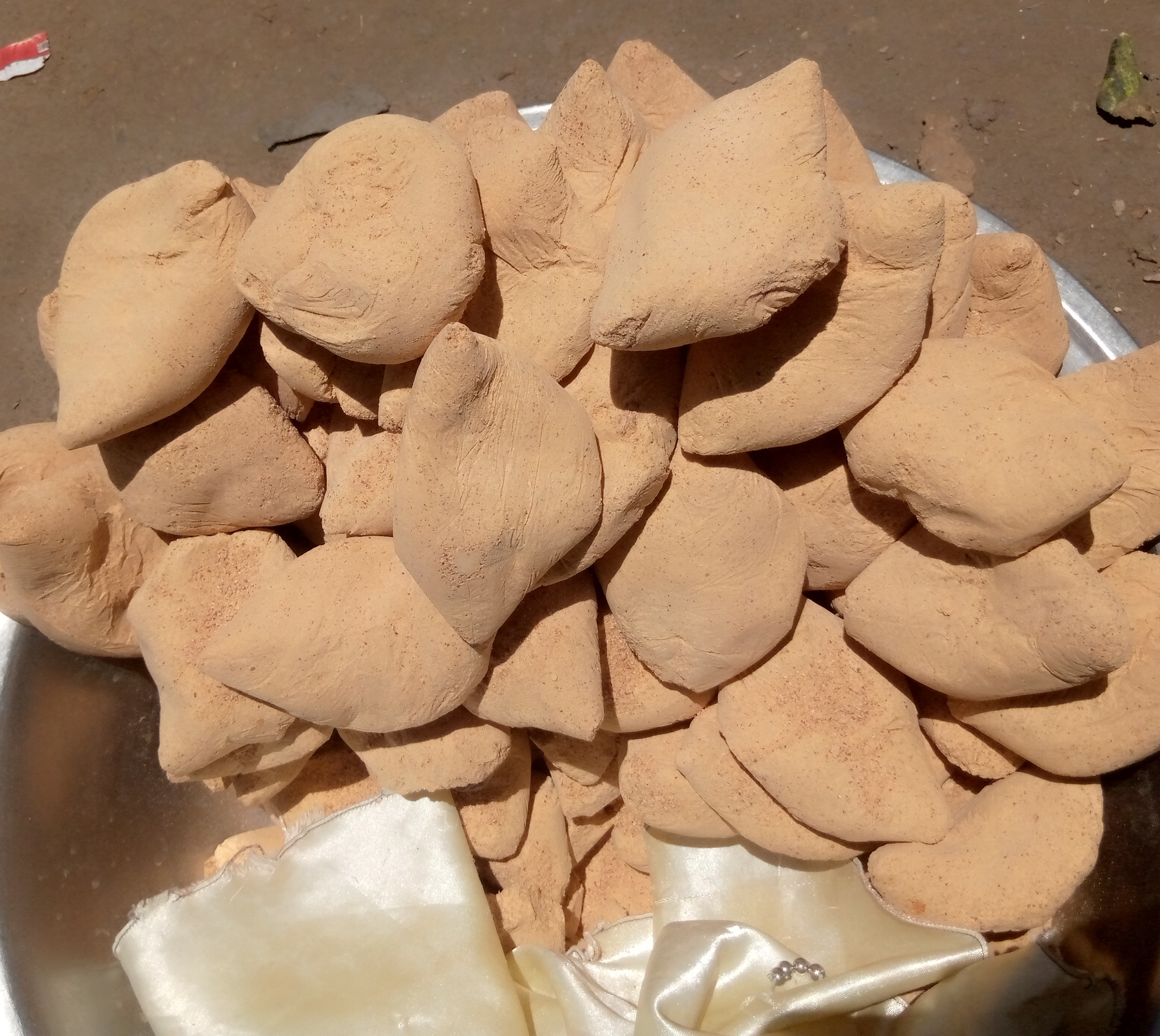
Jujube en poudre transformé

## Utilisation
On peut faire de la pâte de jujube avec une décoction du fruit, du sirop de sucre, de l'eau de fleur d'oranger et de l'eau pure.
Le jujube est employé, en décoction, comme adoucissant.
À Annaba, on produit du miel de jujube.
À la Réunion, le fruit sert à la préparation du rhum arrangé. Il fait partie, avec la datte, le raisin sec et la figue sèche, des quatre fruits pectoraux.